# Atractaspis dahomeyensis
Espèce
Statut de conservation UICN

 LC  : Préoccupation mineure
Atractaspis dahomeyensis est une espèce de serpents de la famille des Lamprophiidae.

## Répartition
Cette espèce se rencontre :
- au Bénin ;
- au Burkina Faso ;
- au Cameroun ;
- en Côte d'Ivoire ;
- en Gambie ;
- au Ghana ;
- en Guinée ;
- au Mali ;
- au Nigeria ;
- au Sierra Leone ;
- au Togo.

## Description
C'est un serpent venimeux.

## Étymologie
Son nom d'espèce, composé de dahomey et du suffixe latin -ensis, « qui vit dans, qui habite », lui a été donné en référence au lieu de sa découverte, Zomai au Dahomey, ancien royaume africain situé au Sud-Est de l'actuel Bénin.

## Publication originale
- Bocage, 1887 : Zoologia Melanges erpetologiques. I. Reptiles et Batraciens du Congo. V. Reptiles et Batraciens de Quissange, Benguella, envoyes par M. J. d'Anchieta. Jornal de sciencias mathematicas, physicas e naturaes / Academia Real das Sciencias de Lisboa, vol. 11, p. 177-211 (texte intégral).